# 만월중학교
만월중학교는 대한민국 인천광역시 남동구 서창동에 있는 공립 중학교이다.

## 학교 연혁
- 1991년 12월 18일 : 만월중학교 설립 인가
- 1992년 3월 1일 : 초대 김경수 교장 취임
- 1995년 2월 15일 : 제1회 졸업식 (783명 졸업)
- 2015년 3월 1일 : 만월중학교 이전(남동구 서창동 신축건물)
- 2022년 1월 5일 : 제27회 졸업식(9학급 256명, 총 10,847명 졸업)
- 2022년 3월 1일 : 제13대 정은숙 교장 취임
- 2024년 1월 5일 : 제29회 졸업식(10학급 319명 졸업)
- 2024년 3월 4일 : 2024학년도 입학식(10학급 342명)

## 참고 자료
- 만월중학교 - 한국교육학술정보원 학교알리미